# Маслов, Дмитрий Егорович
Дмитрий Егорович Маслов (6 ноября 1922 — 2 августа 2000) — передовик советского сельского хозяйства, председатель колхоза «Заря» Шебекинского района Белгородской области, Герой Социалистического Труда (1966).

## Биография
Родился в 1922 году в селе Никольское (ныне — Шебекинского района Белгородской области).
После окончания обучения в восьмилетней школе работал киномехаником при клубе имени Максима Горького в городе Шебекино.
Был призван в ряды Красной Армии. Воевал на фронтах Великой Отечественной войны.
В 1945 году завершил обучение в Рыльском сельскохозяйственном техникуме. Приступил к работе агрономом. Был управляющим в хозяйствах Шебекинского района. В феврале 1962 года избран председателем колхоза «Заря» Шебекинского района. Колхоз под его председательствованием добился значительных успехов в производстве продукции. Рекордные показатели по откормке скота в 1967 году вывели колхоз на передовые позиции в области. Множество социальных объектов было построено в это время. Председатель многое сделал для создания комфортных условий на селе.
Указом Президиума Верховного Совета СССР от 22 марта 1966 года за успехи в деле развития сельского хозяйства и получение высоких показателей по производству продуктов сельского хозяйства Дмитрию Егоровичу Маслову было присвоено звание Героя Социалистического Труда с вручением ордена Ленина и медали «Серп и Молот».
Являлся делегатом XXIII съезда Партии. Неоднократно избирался депутатом Шебекинского Совета народных депутатов.
После выхода на заслуженный отдых возглавлял Совет ветеранов колхоза, много времени уделял воспитанию подрастающего поколения.
Умер 2 августа 2000 года, похоронен на сельском кладбище.

## Награды
За трудовые и боевые заслуги был удостоен:
- золотая звезда «Серп и Молот» (22.03.1966)
- орден Ленина (22.03.1966)
- Орден Отечественной войны (11.03.1985)
- другие медали.

## Память
- в 2001 году улица села Новая Таволжанка в Шебекинском районе Белгородской области была названа в память Д. И. Маслова[2]